# フィラデルフィア (映画)
『フィラデルフィア』（Philadelphia）は、1993年のアメリカ映画。
エイズとゲイにまつわる偏見を法廷で覆してゆく物語である。
第66回アカデミー賞では主演男優賞をトム・ハンクスが、ブルース・スプリングスティーンの楽曲「ストリーツ・オブ・フィラデルフィア」が歌曲賞を受賞した。第44回ベルリン国際映画祭銀熊賞（男優賞）受賞。第51回ゴールデングローブ賞 主演男優賞 (ドラマ部門)および歌曲賞受賞。「ストリーツ・オブ・フィラデルフィア」は、アメリカ映画主題歌ベスト100において、68位にランクイン。

## ストーリー
アンドリュー・ベケット（トム・ハンクス）はペンシルヴェニア州フィラデルフィア市随一の大規模法律事務所のシニアアソシエイトである。彼は同性愛者でありエイズ患者であることを同僚に隠している。彼は事務所にとり大変重要な案件を任される当日に、同僚の一人が彼の額の病変に気付く。彼はラケットボールによる傷だと説明するが、実際はカポジ肉腫によるものである。
ほどなくしてベケットは自宅にて病変を隠す手段を求め数日間事務所を休む。その間に先の事件の起案を終え書類を事務所に持参し、秘書に訴状を翌日（提訴期限満了日）に提出するよう指示する。翌朝、彼は書類の所在を問う電話を受ける。書類の写しは見当たらず、パソコンにも控えはなかったからである。訴状は結局別の場所で見つかり、きわどいところで裁判所に提出される。その翌日、ベケットは事務所のパートナーらに解雇される。
ベケットは、誰かが意図的に書類を隠し事務所に解雇の口実を与えたのだと考え、解雇の実質的理由はエイズ診断の影響だと確信する。彼は何人もの弁護士に弁護を依頼し、不法行為が専門の黒人弁護士ジョー・ミラー（デンゼル・ワシントン）も頼る。ミラーは同性愛者を嫌悪し、ベケットから感染するのではないかと不安に駆られる。依頼を断ると即座にミラーはなじみの医師を呼び、感染していないか確認する。医師は通常の接触では感染しないと説明する。
受任してくれる弁護士が見つからないベケットは、本人訴訟を決意する。図書館で訴訟に向けて検討を加えているベケットをミラーが目撃する。図書館員がベケットにエイズ差別に関する本があったと告げる。他の利用者が落ち着かない様子で見つめる中、職員は個室へ移るように仄めかす。彼らの態度に落胆し、自身もその場で別の職員から冷たい視線を向けられたミラーは、べケットに近寄り彼が収集した資料に目を通して事件受任を決意する。
裁判が始まると、事務所のパートナーらは証言台で、それぞれベケットが能力不足であり意図的に症状を隠したと証言する。被告は何度もベケットが同性間性交によりエイズに罹患したので彼は被害者ではないと主張する。そのやり取りの中で、ベケットの病変に気付いたパートナーのウォルター・ケントンが以前、エイズ感染した女性事務員と仕事をしていたことが判明し、ベケットの病変にも気付いたのではないかと疑われる。ケントンは、ベケットと違い彼女には責任がなく、ベケットの病変には気付かなかったと証言する。病変が目立つことを証明するために、ミラーは証言台のベケットに上半身を見せるように促し、陪審はそれと認める。
ベケットは開廷中ついに倒れ病院に運ばれる。その後、別のパートナーのボブ・サイドマンが、ベケットの病変に気付きエイズ感染を疑っていたが、誰にも告げずベケットにも釈明の機会を与えなかったことや、そのことへの深い後悔を証言する。陪審はベケットに有利な評決を下し、未払い報酬、慰謝料、懲罰的賠償を認める。評決後、ミラーは視力を失いつつあるベケットを病院に見舞い、恐怖心を克服し彼の顔に触れる。ベケットの家族が病室を去ると、ベケットは相方のミゲールに死を迎える覚悟ができていると告げる。ミラーの家にミゲールから電話があり、ジョーと妻は夜中に起こされ、ベケットの死が暗示される。葬儀の後、ベケットの自宅でミラーも含む弔問客が一堂に会し、子供時代の幸せなベケットのビデオを見る。

## キャスト
※括弧内は日本語吹替
- アンドリュー・ベケット - トム・ハンクス（田中秀幸）
- ジョー・ミラー - デンゼル・ワシントン（安原義人）
- チャールズ・ウィーラー - ジェイソン・ロバーズ（坂口芳貞）
- ベリンダ・コーニン - メアリー・スティーンバーゲン（高島雅羅）
- ミゲール・アルヴァレス - アントニオ・バンデラス（中田和宏）
- サラ・ベケット - ジョアン・ウッドワード（谷育子）
- バド・ベケット - ロバート・キャッスル
- ジル・ベケット - アン・ダウド
- リサ・ミラー - リサ・サマーラー（堀越真己）
- ルーカス・ガーネット判事 - チャールズ・ネイピア（宝亀克寿）
- テイト判事 - ロバータ・マクスウェル
- ジュリー・フォアマン - ダニエル・フォン・バーゲン
- ギルマン医師 - カレン・フィンリー
- ウォルター・ケントン - ロバート・リッジリー（仲野裕）
- ジェイミー・コリンズ - ブラッドリー・ウィットフォード
- ボブ・サイドマン - ロン・ヴォーター（小室正幸）
- アンシア・バートン - アンナ・ディーヴァー・スミス
- ケネス・キルコイン - チャールズ・グレン
- 図書館員 - トレイシー・ウォルター
- Mr.ロジャー・レアド - ロジャー・コーマン

## 作品解説
作品の舞台がフィラデルフィアなのは、その名がギリシア語で「兄弟愛」を意味することと、アメリカ合衆国の最初の首都だったことに由来する。
フィラデルフィアの風景が何回か流れる中で、シティ・ホールの頭頂にフィラデルフィア市の父、ウィリアム・ペンの像を撮影したシーンがある。ペンはイングランド生まれだがキリスト友会徒（クエーカー）になり、裁判にかけられるという逆境に立たされたが、陪審員は「無罪」の評決を下した。その後ペンは北アメリカに新天地を求め、アメリカ合衆国憲法に大きな影響を与えた。

## 実話
この映画の出来事は、弁護士のGeoffrey BowersとClarence Cainに起きた実話と類似している。弁護士Bowersは、初期のエイズ差別のケースとして、1987年に最大手のBaker & McKenzie法律事務所を訴えた。また、弁護士Cainは、Hyatt法律事務所で働いていたが、雇用者が彼のエイズ発症に気が付いて解雇され、1990年に同法律事務所を訴え、死亡する直前に勝訴した。
公開後の1994年、Bowersの遺族が同氏の生涯とストーリーが54のシーンで酷似しているとして、トライスター・ピクチャーズをニューヨーク州にて提訴した。訴訟においては、Bowersの遺族や友人は、本映画のプロデューサーのルーディン氏が遺族に聞き込みを行い、口頭でBowers氏の差別訴訟に関する映画を制作する対価を支払う契約を結んでいたと主張していた。ルーディン氏は、本映画を売り込んだことで制作会社から10万ドルを受け取っていた。遺族は、1993年にニューヨーク州人権局から50万ドルを受け取ったとされる。訴訟は和解により終結し、その和解条件は公表されていない。

## サウンドトラック
サウンドトラック・アルバムは1994年1月4日、トライスターミュージックよりリリースされた
。
1. ブルース・スプリングスティーン - "Streets of Philadelphia" 3:56
2. ピーター・ガブリエル – "Lovetown" 5:29
3. ポーレッタ・ワシントン – "It’s In Your Eyes" 3:46
4. RAM - "Ibo Lele (Dreams Come True)" 4:15
5. シャーデー - "Please Send Me Someone to Love" 3:44
6. スピン・ドクターズ - "Have You Ever Seen The Rain?" 2:41
7. インディゴ・ガールズ - "I Don't Wanna Talk About It" 3:41
8. マリア・カラス - "La mamma morta"（オペラ『 アンドレア・シェニエ 』より） 4:53
9. ニール・ヤング - "Philadelphia" 4:06
10. ハワード・ショア - "Precedent" 4:03